# Xiaxue
Cheng Yan Yan (28 de abril de 1984), conocida por su seudónimo Xiaxue, es una bloguera, columnista y presentadora singapurense.
En su blog principal atrae a unas 50.000 personas diarias, ha ganado prestigiosos premios de blogs y le ha valido acuerdos de patrocinio, así como períodos como columnista y ser presentadora de programas de televisión. Escribe sobre su vida, la moda y los problemas locales con un estilo provocativo. Algunas de sus publicaciones han provocado controversias nacionales.
Estudió en River Valley High School y se graduó de la Politécnica de Singapur con un diploma en medios de comunicación, luego trabajó  como coordinador de proyectos. Su  madre es agente inmobiliaria y su padre anticuario. Ella también tiene un hermano menor. Durante un año, mantuvo un diario de papel. Queriendo airear sus pensamientos en un espacio que nadie pudiera desechar, comenzó a escribir un blog en abril de 2003. Se sometió a una cirugía plástica de su nariz.

## Vida privada
En 2010, se casó con el ingeniero estadounidense Mike Sayre, a quien conoció en línea y con quien había salido durante tres años y en marzo de 2013 fueron padres de Dashiel Sayre.